# Penin
Penin és un municipi francès al departament del Pas de Calais (regió dels Alts de França). L'any 2007 tenia 409 habitants.

## Demografia

### Població
El 2007 la població de fet de Penin era de 409 persones. Hi havia 160 famílies de les quals 32 eren unipersonals (16 homes vivint sols i 16 dones vivint soles), 60 parelles sense fills, 60 parelles amb fills i 8 famílies monoparentals amb fills.
La població ha evolucionat segons el següent gràfic:

### Habitatges
El 2007 hi havia 165 habitatges, 158 eren l'habitatge principal de la família, 3 eren segones residències i 4 estaven desocupats. 163 eren cases i 1 era un apartament. Dels 158 habitatges principals, 111 estaven ocupats pels seus propietaris, 44 estaven llogats i ocupats pels llogaters i 3 estaven cedits a títol gratuït; 3 tenien dues cambres, 18 en tenien tres, 48 en tenien quatre i 89 en tenien cinc o més. 129 habitatges disposaven pel capbaix d'una plaça de pàrquing. A 79 habitatges hi havia un automòbil i a 64 n'hi havia dos o més.

### Piràmide de població
La piràmide de població per edats i sexe el 2009 era:
| Homes | Edats   | Dones |
| ----- | ------- | ----- |
| 0     | 95 o +  | 0     |
| 0     | 90 a 94 | 0     |
| 0     | 85 a 89 | 0     |
| 0     | 80 a 84 | 4     |
| 4     | 75 a 79 | 4     |
| 8     | 70 a 74 | 4     |
| 4     | 65 a 69 | 8     |
| 12    | 60 a 64 | 4     |
| 16    | 55 a 59 | 12    |
| 4     | 50 a 54 | 20    |
| 20    | 45 a 49 | 8     |
| 8     | 40 a 44 | 8     |
| 12    | 35 a 39 | 12    |
| 16    | 30 a 34 | 8     |
| 28    | 25 a 29 | 20    |
| 12    | 20 a 24 | 16    |
| 8     | 15 a 19 | 24    |
| 8     | 10 a 14 | 12    |
| 8     | 5 a 9   | 8     |
| 4     | 0 a 4   | 8     |

## Economia
El 2007 la població en edat de treballar era de 260 persones, 199 eren actives i 61 eren inactives. De les 199 persones actives 173 estaven ocupades (100 homes i 73 dones) i 26 estaven aturades (8 homes i 18 dones). De les 61 persones inactives 17 estaven jubilades, 14 estaven estudiant i 30 estaven classificades com a «altres inactius».

### Ingressos
El 2009 a Penin hi havia 155 unitats fiscals que integraven 413 persones, la mediana anual d'ingressos fiscals per persona era de 14.089 €.

### Activitats econòmiques
Dels 14 establiments que hi havia el 2007, 1 era d'una empresa de fabricació d'altres productes industrials, 2 d'empreses de comerç i reparació d'automòbils, 1 d'una empresa de transport, 3 d'empreses d'hostatgeria i restauració, 4 d'empreses immobiliàries, 1 d'una empresa de serveis i 2 d'entitats de l'administració pública.
Els 2 serveis als particulars que hi havia el 2009 eren restaurants.
L'any 2000 a Penin hi havia 13 explotacions agrícoles.

## Equipaments sanitaris i escolars
El 2009 hi havia una escola elemental integrada dins d'un grup escolar amb les comunes properes formant una escola dispersa.

## Poblacions properes
El següent diagrama mostra les poblacions més properes.